# Enargit
Enargit (iz grškega starogrško εναργης enarges, razločen) je bakrova arzenova sulfo sol s kemijsko formulo  Cu3AsS4. Enargit je jekleno siv, črnkasto siv do vijolično črn mineral s kovinskim sijajem. Tvori vitke ortorombske prizme in masivne agregate. 
Enargit je dimorf tetragonalnega luzonita.

## Nahajališča
Enargit je srednje do nizkotemperaturni hidrotermalni mineral, ki se pojavlja skupaj s kremenom, piritom, sfaleritom, galenitom, bornitom, tenatitom, halkocitom, kovelinom in baritom. Njegova največja nahajališča so Butte, Montana, San Juan Mountains, Colorado, Bingham Canyon in Tintic, Utah. Najde se tudi v bakrovih rudnikih v Kanadi, Mehiki, Argentini, Čilu, Peruju in na Filipinih. Prvič je bil opisan v rudnikih bakra San Francisco vein, Junin Department, Peru. Grško ime έναργής – razločen je dobil zaradi svoje razločne razkolnosti.
Soroden je z lazarevicitom, imenovanim po  M. Lazareviću, ki ima enako kemijsko fomulo, vendar kristalizira v kubičnem kristalnem sistemu.
- Enargit na  kremenu; Silver Bow County, Montana, ZDA (velikost: 8,4 × 6,3 × 5,7 cm)
- Prizmatičen enargit; Pasto Bueno, Provinca Pallasca, Peru
- Enargit in pirit na kremenu;  Huaron, Peru (velikost kristalov 4x3 mm)
- Enargit na piritu